# Аріран

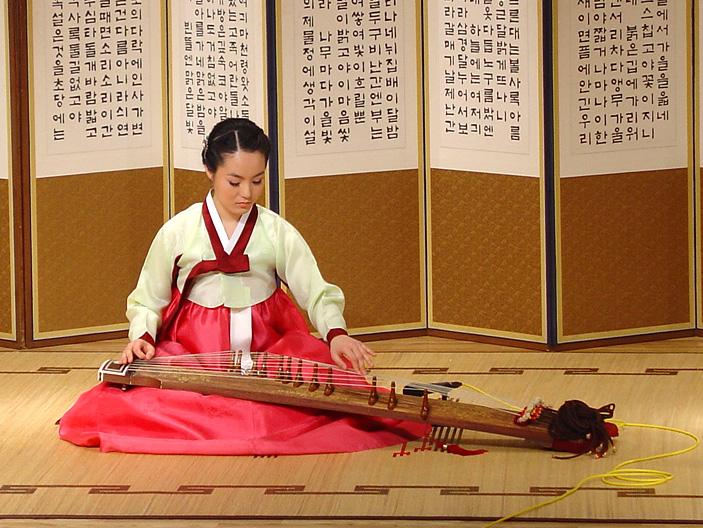
Корейська дівчина грає на 12-струнному каяґимі (Південна Корея).

Аріран (кор. 阿里郎, 아리랑) — одна з найбільш популярних і представницьких корейських народних пісень. Її слова і мелодія виражають одну з корейських національних рис «хан» (кор. 恨, 한) — почуття смутку і болю до несправедливості та бажання усунути цю несправедливість.

## Короткі відомості

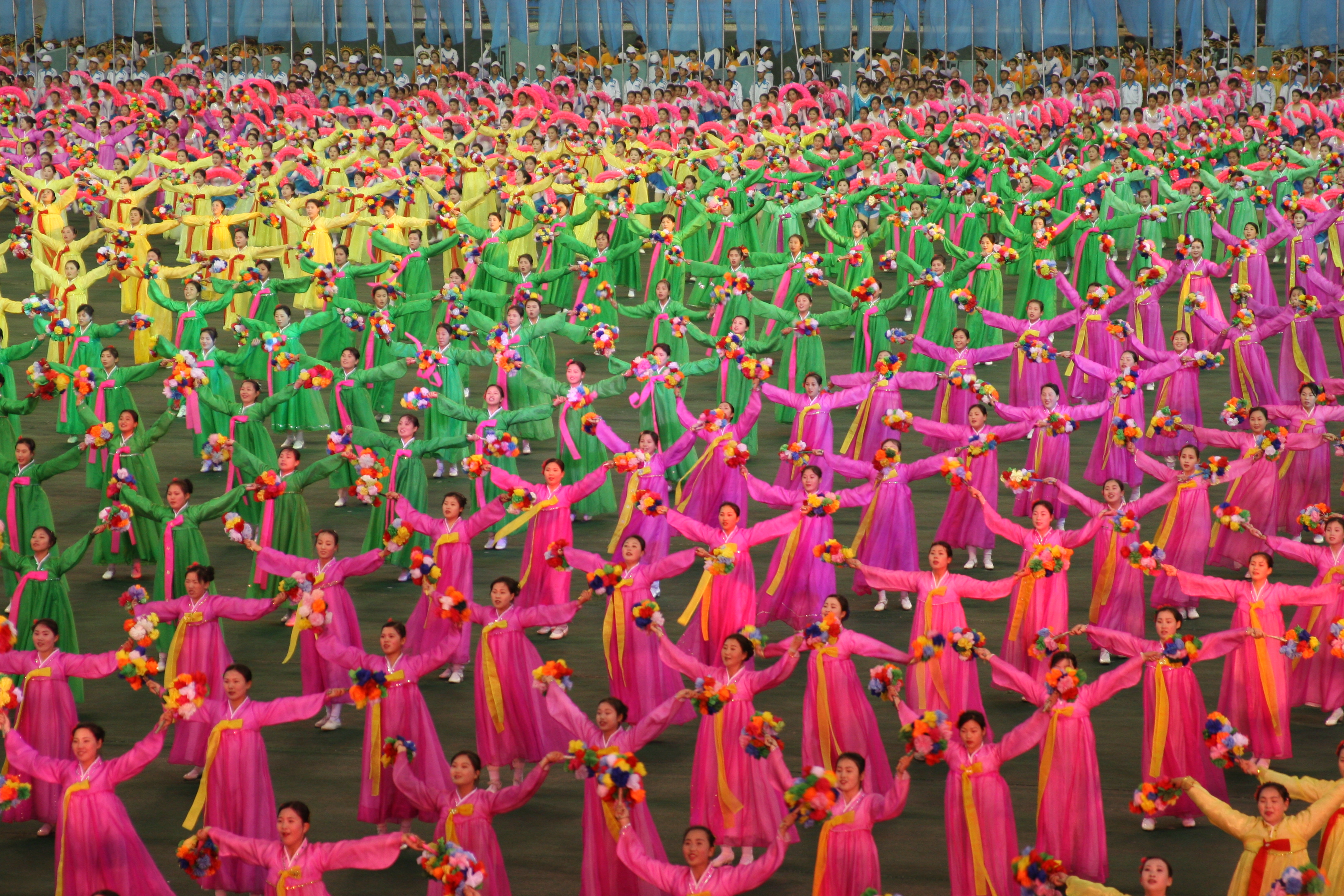
Аріраніада — масові ігри та показові виступи (Північна Корея).

В корейських джерелах поява «Аріран» датується 15 — 16 століттям. Проте достовірні відомості про пісню з'являються наприкінці правління династії Чосон. В 1860-х роках батько правителя Девонгун вирішив відреставрувати Палац Щасливих Краєвидів — Кьонбоккун. Для цього з усіх провінцій Кореї були зібрані тисячі робітників. Саме в їхньому середовищі виникла пісня «Аріран», яку вони рознесли по всій країні після завершення реставрації. Пісня швидко завоювала популярність, чому сприяв особисто ван і перший корейський імператор Коджон.
Існує декілька варіантів виконання «Арірану». Залежно від регіону різняться темп та слова. Зазвичай темою пісні є нещасне кохання, проте інколи оспівуються ненависть до соціального устрою та нерівності, любов до батьківщини та відраза до її ворогів.
Аріран, про який співається в пісні,  є назвою легендарної гори. Її іменем названо багато вершин по всьому Корейському півострову. Припускають, що перейменування вершин відбулося внаслідок популярності пісні «Аріран».

## Текст
| № | Корейська                                                                                       | Транслітерація                                                                                                  | Українською                                                                                                  | Корейський танок. |
| - | ----------------------------------------------------------------------------------------------- | --- | --- | ----------------- |
| 1 | 아리랑 아리랑 아라리요 아리랑 고개로 넘어간다 나를 버리고 가시는 님은 십리도 못가서 발병난다    | Аріран, аріран, арарійо… Аріран коґеро номоґанда. Нариль поріґо касінин німин Сімнідо моткасо пальбён-нанда.    | Аріран, аріран, арарійо… Йдеш ти через перевал Аріран, Ти, хто кинув мене… Не пройдеш й милі, як стомиш ноги | Корейський танок. |
| 2 | 아리랑 아리랑 아라리요 아리랑 고개로 넘어간다 청천 하늘엔 별도 많고 우리네 가슴엔 꿈도 많다     | Аріран, аріран, арарійо… Аріран коґеро номоґанда. Чхончхон ханирен пьольда манкхо Касимен ккомдо мантха.        | Аріран, аріран, арарійо… Йдеш ти через перевал Аріран. В яснім небі зірок безліч… Як мрій у наших грудях.    | Корейський танок. |
| 3 | 아리랑 아리랑 아라리요 아리랑 고개로 넘어간다 저기 저 산이 백두산이라지 동지 섣달에도 꽃만 핀다 | Аріран, аріран, арарійо… Аріран коґеро номоґанда. Чоґі чо сані пектусан-іраджі Тонджу соттаредо кконман пхінда. | Аріран, аріран, арарійо… Йдеш ти через перевал Аріран. Ось вона гора Пекту, Яка квітне навіть взимку.        | Корейський танок. |